# Volpina
Volpina es una película española de 2021 sobre desamor y brujería escrita y dirigida por Pere Koniec. Se proyectó en el Festival de Cine de Sitges el 8 de octubre de 2021.

## Sinopsis
Lizardo está a punto de empezar un verano de desamor, un verano de obsesión, un verano de brujería.

## Reparto
- Dodi de Miquel como Lizardo
- Daniel Medrán como Humberto
- Mariona Perrier como Volpina
- Garazi Beloki como Linda
- Albert Ortiz como Gaspar
- Laura Pérez como Valeria
- Nana Yang como Hiromi
- Alejandro Toro Cuenca como Velasco
- Joan Estrada como Tomás
- Tabita Best como Mandirola
- Toni Junyent como Lucio
- Robert Forcadell como Maroto
- Lidia Peroy como Severina
- Laura Garcia como Aitana
- Andreu Garcia como Marcelo

## Producción
Los nombres de todos los personajes están relacionados con el mundo del cine, del cómic y de la música.
- El título de la película hace referencia al personaje Volpina interpretado por Josiane Tanzilli en la película Amarcord de Federico Fellini.
- El nombre del personaje Lizardo es un homenaje a la película The Adventures of Buckaroo Banzai Across the 8th Dimension en la que John Lithgow interpreta al doctor Emilio Lizardo.
- El nombre del personaje de Humberto es un homenaje a Umberto Lenzi, director de películas de terror de bajo presupuesto.
- El personaje de Linda es una referencia a la actriz Linda Hamilton. El personaje está relacionado con el de Barbara Hershey en la película El Ente.
- El nombre del personaje de Gaspar es un homenaje al cineasta Gaspar Noé.
- El personaje Valeria es un homenaje al personaje Valeria de la película Conan el Bárbaro.
- El nombre del personaje Hiromi es un homenaje a la pianista japonesa Hiromi Uehara.
- El nombre del personaje de Velasco es una referencia al director de cine experimental Velasco Broca.
- Interpretado por el escritor Toni Junyent, el nombre del personaje Lucio es un homenaje a Lucio Fulci, director de cine de terror de bajo presupuesto.
- El nombre del personaje Maroto es un homenaje al ilustrador e historietista Esteban Maroto.
- El personaje de Severina es una referencia al personaje Séverine interpretado por Catherine Deneuve en la película Belle de Jour de Luis Buñuel.

Tras el mediometraje Difuminado, es la segunda colaboración del modelo y actor español Albert Ortiz con el director Pere Koniec.
La artista Laura Tietjens aparece en la película realizando un graffiti con referencias a la bruja Volpina en un muro de los Jardines de las Tres Chimeneas de Barcelona.
El personaje de Hiromi, interpretado por Nana Yang, lleva una camiseta del periódico New York Herald Tribune, la misma camiseta que llevaba Jean Seberg en la película À bout de souffle de Jean-Luc Godard.

## Distribución
En septiembre de 2022, la plataforma de cine en línea Filmin incluyó la película Volpina en su catálogo.